# Wander Johannes de Haas

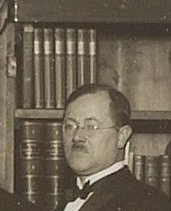
Wander Johannes de Haas (1925)

Wander Johannes de Haas (* 2. März 1878 in Lisse nahe Leiden; † 26. April 1960 in Bilthoven) war ein niederländischer Physiker und Mathematiker.

## Leben
Nachdem er seinen anfänglichen Plan aufgegeben hatte, Notar zu werden, studierte de Haas in Leiden Physik. Er wurde dort Assistent von Heike Kamerlingh Onnes und promovierte bei ihm 1912 über die Kompressibilität von Wasserstoff am und unterhalb des Siedepunkts. 1911 ging er nach Berlin, wo er den Magnetismus untersuchte. Als wissenschaftlicher Mitarbeiter an der dortigen Physikalisch-Technischen Reichsanstalt kam es zur Zusammenarbeit mit Albert Einstein, welche 1915 zum Nachweis des so genannten Einstein-de-Haas-Effektes führte. Nach der Rückkehr in die Niederlande wurde er 1916 Konservator einer Stiftung, 1917 Professor für Physik an der Technischen Hochschule Delft, 1922 dann an der Universität Groningen und 1925 an der Universität Leiden. Dort wurde er Nachfolger seines Doktorvaters und Direktor des Kamerlingh-Onnes-Instituts.
Mit dem als Gastwissenschaftler in Leiden weilenden russischen Physiker Lew Wassiljewitsch Schubnikow entdeckte er in den 1920er Jahren den Schubnikow-de-Haas-Effekt.
Er war Mitglied der Königlich Niederländischen Akademie der Wissenschaften (KNAW) und seit 1938 der Académie des sciences in Paris.
De Haas war mit der Physikerin und Hochschullehrerin Geertruida de Haas-Lorentz verheiratet und damit der Schwiegersohn des Physikers Hendrik Lorentz.